# L-диапазон
L-диапазон — диапазон частот дециметровых длин волн, используемых для наземной и спутниковой радиосвязи. По определению IEEE, этот диапазон простирается от 1 до 2 ГГц электромагнитного спектра (длины волн от 30 до 15 см). Название диапазона происходит от английского сокращения названия 20-см диапазона РЛС: англ. Long-band.

## Спутниковые системы навигации
L-диапазон используется всеми спутниковыми системами навигации, кроме разрабатываемой индийской системы GAGAN. Таким образом, в этом диапазоне передаются:
- Широкополосные сигналы российской системы ГЛОНАСС:
  - с частотным разделением с центральными частотами 1602 МГц + n × 0.5625 МГц (диапазон L1) и 1246 МГц + n × 0.4375 МГц (диапазон L2), где n обозначает канал частоты спутника: n=−7,−6,−5,…0,…,6;
  - с кодовым разделением с центральной частотой 1202.025 МГц (диапазон L3); в перспективе — 1600.995 МГц (L1) и 1248.06 МГц (L2).
- Сигналы американской системы спутниковой связи GPS. Центральные частоты: 1176.45 МГц (L5), 1227.60 МГц (L2), 1381.05 МГц (L3), и 1575.42 МГц (L1).
- Сигналы разрабатываемой европейской системы Галилео: 1164—1214 МГц и 1563—1591 МГц для гражданского сигнала и 1260—1300 МГц для кодированного сигнала.
- Сигналы китайской спутниковой навигационной системы Бэйдоу.

## Использование в мобильных телекоммуникациях
- Мобильные телефоны GSM работают на частотах 800—900 и 1800—1900 МГц;
- Спутниковые телефоны системы Iridium используют частоты между 1616 и 1626.5 МГц;
- Наземные терминалы Inmarsat передают сигналы на частотах 1525 и 1646.5 МГц.

## Цифровое радио
Новый стандарт цифрового радио DAB будет использовать частоты L-диапазона 1452—1492 МГц.

## Другие частотные диапазоны
Диапазоны в различных системах обозначений различаются, в таблице приведены диапазоны согласно классификации IEEE:
| Название диапазона | Частотный диапазон, ГГц | Частотный диапазон, ГГц |
| Название диапазона | в радиолокации          | в спутниковой связи     |
| ------------------ | ----------------------- | ----------------------- |
| L                  | 1,0—2,0                 | 1,0—2,0                 |
| S                  | 2,0—4,0                 | 2,0—4,0                 |
| C                  | 4,0—8,0                 | 3,4—8,0                 |
| X                  | 8,0—12,0                | 7,0—10,7                |
| Ku                 | 12,0—18,0               | 10,7—18,0               |
| K                  | 18,0—26,5               | 18,3—20,2; 27,5—31,5    |
| Ka                 | 26,5—40,0               |                         |